# Diapolyekran
Das Diapolyekran, auch Polyekran, war eine mediale Installation, die vom tschechoslowakischen Bühnenbildner Josef Svoboda entwickelt wurde.
Varianten wurden seit 1958 in den tschechoslowakischen Pavillons verschiedener Weltausstellungen vorgeführt.
Besondere Aufmerksamkeit fand die Präsentation The Birth of the World, die Svoboda anlässlich der Expo 67 in Montreal zusammen mit dem Regisseur Emil Radok konzipierte.

## Technik
Das System bestand aus 12 × 8 quadratischen Elementen, auf die Diapositive und Filmsequenzen projiziert wurden. Es gab die Möglichkeit, Gruppen von Projektionsblöcken in Richtung des Betrachters zu verschieben, so dass mit geeigneten Bildinhalten auch Quasi-3D-Effekte erzielbar waren.
Die Installation erfolgte unter technischer Mitwirkung von Kodak; es kamen u. a. fernsteuerbare Carousel-Projektoren zum Einsatz. Hierbei waren bereits Effekte wie Überblendungen möglich.
Die spätere Entwicklung kulminierte in Steuersoftware, durch die die Montage der Medien stark vereinfacht wurde, und via MIDI synchronisierten Audiotracks.
Der technische Aufwand blieb jedoch beträchtlich: sowohl die Herstellung geeigneten Rohmaterials als auch die praktische Umsetzung; der Betrieb einer solchen Anlage bedurfte aufgrund des Mechanikanteils ständiger überwachung. Heute wird ein Großteil der Anwendungsfälle durch digitale Großbildschirme abgedeckt.

## Visuelle Anmutung
Inhaltlich effektvoll war die Erzeugung abstrakter Muster durch wiederkehrende Bildelemente, ggf. in unterschiedlichen Größen, die über die Sichtfläche bewegt wurden und deren Gegenüberstellung mit Filmsequenzen konkreter Art. Der besondere Reiz der Animationsform liegt einerseits darin, dass auch nach heutigen Maßstäben sehr hohe Auflösungen und somit eine bislang selten gesehene visuelle Dichte möglich waren, andererseits in der hardwarebedingt eingeschränkten Bildwechselfrequenz von 1–2 Hz. Das Format wurde von der Kunstkritik auch als Kinetische Collage bezeichnet.

## Inspiration
1959 konzipierten Ray und Charles Eames für die American National Exhibition in Moskau die Präsentation Glimpses of the U.S.A. mit sieben Diaprojektoren und über 2000 Dias.
Das Konzept des Diapolyekran erwies sich als wegweisend für eine Anzahl ähnlicher Projekte, so etwa denen von Hans Walter Müller (1977) und Albert Plecy in der Cathédrale d’images in Les Baux-de-Provence.
In den Folge fand die Technik in Museen, auf Messen und Ausstellungen Eingang; hierbei lag der Focus jedoch meist mehr auf der Information als auf der künstlerischen Animation.